# Đặc cảnh đồ long
Đặc cảnh đồ long là một bộ phim hành động Hồng Kông năm 1988 do Viên Hòa Bình đạo diễn và có sự tham gia của Trương Học Hữu, Trịnh Du Linh, Nhậm Đạt Hoa, Chân Tử Đan. Bộ phim được tiếp nối bởi phần tiếp theo, Đồng tiền đen, được phát hành hai năm sau đó vào năm 1990 với cốt truyện mới, với Viên trở lại với vai trò đạo diễn và diễn viên, Chân Tử Đan và Trịnh Du Linh trở lại trong các vai trò khác nhau.

## Nội dung
Thanh tra Michael Hoàng cùng với Shirley, anh Tư, chú Đức, Hữu, Lợi đều là thành viên của Đơn vị chống ma túy của Lực lượng cảnh sát Hoàng gia Hồng Kông. Tất cả bọn họ đều thân thiết như anh em. Shirley và anh Tư là một đôi từ lâu và chuẩn bị làm đám cưới. Amy - bạn gái của Hữu cũng là chị em thân thiết với Shirley.
Một lần truy bắt một băng nhóm buôn bán ma túy, đại ca của băng nhóm là Hùng đã trốn thoát. Ngay khi cả đội đang ăn mừng thành công, Hùng đã tìm thấy họ và giết anh Tư. Để trả thù cho anh Tư, cả đội đã lùng sục khắp nơi và bắt được Hùng ngay khi hắn đang chuẩn bị vượt biên. Hùng đề nghị với chú Đức, người đang canh chừng, thả hắn ra. Chú Đức đổ tội hắn cướp súng tạo điều kiện cho Hoàng bắn chết hắn. Hữu chứng kiến hành động của chú Đức và bắt đầu nghi ngờ. Hữu theo dõi chú Đức và quay lại được cảnh chú Đức đang buôn bán ma túy. Hữu thông báo việc này với Hoàng, Hoàng bảo Hữu đưa cuộn băng cho anh ta. Lợi cũng vô tình xem được đoạn băng, nóng nảy và giận dữ theo dõi chú Đức và bắt quả tang ông đang buôn bán ma túy. Hoàng xuất hiện bắn chết Lợi, lộ ra anh ta mới là kẻ chủ mưu.
Hoàng sau đó đổ tội cho Hữu, khiến Hữu bị đình chỉ để điều tra. Hoàng biết Hữu còn có bản sao cuộn băng ở nhà cô bạn gái Amy. Hoàng ép Amy đưa cuộn băng cho mình, sau đó sai sát thủ giết chết cô. Trước đó, Amy đã gọi điện và nói cho Shirley biết sự thật.
Shirley đối đầu với Hoàng, nhưng cô suýt bị giết và phải bỏ trốn. Hoàng sai sát thủ đến giết chú Đức để đổ hết tội cho ông ta. Hữu kịp thời xuất hiện cứu được chú Đức. Chú Đức giận dữ quyết tâm giết Hoàng.
Shirley cố gắng giết Hoàng bằng xe ô tô nhưng không thành. Đám xã hội đen đến đưa Hoàng đi và để lại một nữ sát thủ để giết Shirley nhưng Shirley đã giết được nữ sát thủ đó.
Hữu và chú Đức tìm được Hoàng. Một trận chiến diễn ra giữa một bên là Hoàng và đám xã hội đen, một bên là Hữu, chú Đức và Shirley vừa nhận được tin nhắn chạy tới. Hữu hạ gục hết đám xã hội đen, nhưng Hoàng đánh gục được chú Đức và Shirley. Lực lượng cảnh sát tới tuyên bố đã có đầy đủ bằng chứng chứng minh Hoàng buôn bán ma túy. Hoàng bắt Shirley làm con tin, Hữu bắn chết Hoàng sau khi được Shirley ra hiệu.

## Diễn viên
- Trương Học Hữu trong vai Hữu
- Trịnh Du Linh trong vai Shirley
- Nhậm Đạt Hoa trong vai Michael Hoàng
- Ôn Bích Hà trong vai Amy
- Chân Tử Đan trong vai Lợi
- Lương Gia Nhân trong vai Anh Tư
- Ngô Mạnh Đạt trong vai chú Đức
- Vương Long Uy trong vai Đại ca Hùng
- Viên Tường Nhân trong vai Cảnh sát
- Viên Hòa Bình trong vai Chú Tám
- Phùng Khắc An trong vai Bạn của Hùng

## Phòng vé
Bộ phim đạt được 11,534,315 đô-la Hồng Kông tại phòng vé Hồng Kông trong thời gian chiếu từ 28 tháng 7 đến 10 tháng 8 năm 1988 tại Hồng Kông.